# 毛术
毛术（1519年—？），字仲和，號活泉，直隸順德府任縣人，民籍，明朝政治人物。

## 生平
嘉靖三十一年（1552年）壬子科順天府鄉試第九十五名舉人。嘉靖三十二年（1553年）聯捷癸丑科會試第二百三十九名，二甲第九十五名進士。通政司观政，授户部主事，升员外郎、郎中，出知扬州府、台州府，升浙江按察司副使，隆慶元年（1567年）四月被劾勒令閑住。

## 家族
曾祖毛玘，進士；祖父毛鏓；父毛淮，母李氏。兄毛楨、毛枢（省祭官）。